# G-Force Technologies
La G-Force Technologies (precedentemente Chip Ganassi Racing Ltd.) è stata una casa automobilistica britannica fondata da Chip Ganassi e Ken Anderson nel 1991, e specializzata nella costruzione di vetture da competizione. Ganassi però abbandonò la società poco dopo, che così assunse il nome di G Force Precision Engineering.
La casa costruì modelli di un certo successo che ottennero i miglior risultati nell'Indy Racing League e alla 24 Ore di Le Mans. Nel 2002 la società venne ceduta all'Elan Motorsports e venne assorbita dalla Panoz. Durante l'inverno del 2004 tutta la struttura operativa venne trasferita, definitivamente, dall'Inghilterra a Braselton negli Stati Uniti.

## Indy Racing League

### Prima generazione

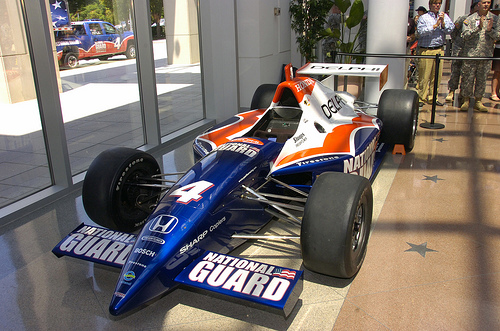
Una vettura, per l'IRL del 1997, della G-Force. Vettura ridipinta per motivi promozionali nel 2008.

La G-Force iniziò la costruzione di vetture per l'Indy Racing League nel 1997, in un periodo in cui la concorrenza era formata da season Dallara e Riley & Scott. Il telaio della G-Force vinse la 500 Miglia di Indianapolis al suo primo tentativo grazie a Arie Luyendyk della Treadway Racing. La prima generazione di vetture della casa prese parte alle competizioni tra il 1997 e il 1999.

### Seconda generazione
La G-Force conquistò un'altra vittoria a Indianapolis nel 2000 con il portacolori della Chip Ganassi Racing Juan Pablo Montoya. Quando l'Elan Motorsports acquistò la G-Force nel 2002, la produzione venne spostata a Braselton, per l'ultima stagione. Questa seconda generazione partecipò al campionato nel triennio 2000-2002.

### Terza generazione Panoz G-Force GF09
Dopo il 2002 l'Élan Motorsport Technologies divenne la titolare della costruzione della terza generazione di vettura per la categoria. Telai Panoz G-Force s'imporranno ancora nel 2003 e 2004.
L'ex tecnico della Lola Simon Marshall venne incaricato di creare il nuovo telaio per l'IRL da far debuttare nel 2004, e che venne ridenominato Panoz G-Force.

## 24 Ore di Le Mans
La G-Force fu coinvolta anche nel progetto della Nissan R391, automobile costruita dall'omonimo costruttore nipponico, assieme alla società collegata Nismo, per partecipare alla 24 Ore di Le Mans 1999. Sostituiva il modello R390 GT1, non più rientrante nel regolamento di categoria.

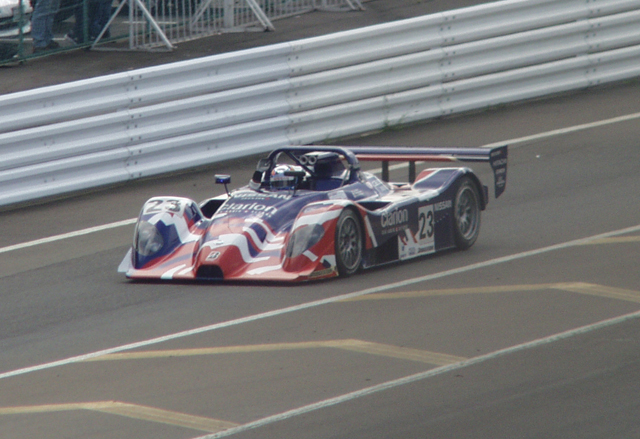
La Nissan R391s.

Col cambiamento del regolamento nel 1999 per la categoria GT molti costruttori non furono più in grado di costruire vetture GT omologate, che non somigliassero a prototipi. Per questa ragione Mercedes-Benz, Toyota, Panoz, BMW, e Audi passarono alla categoria prototipi, sia con modelli a cockpit chiuso che aperto, evoluzioni della loro ultime creazioni GT. La Nissan preferì utilizzare la soluzione aperta e decise di farsi supportare dalla G-Force, nonché dalla Courage Compétition.
Il capo del progetto fu  Nigel Stroud. Una della due R391, guidata da Michael Krumm, Satoshi Motoyama e Érik Comas, fu costretta al ritiro dopo 110 giri mentre l'altra non venne approntata in tempo per la gara.
Sempre nel 1999 la R391 corse ancora, vincendola, la 1000 km Le Mans Fuji disputata sul Circuito del Fuji, evento  collegato alla 24 Ore di Le Mans, tanto da consentire, al vincitore, di acquisire il diritto alla partecipazione alla gara francese dell'anno seguente. Al volante si alternarono Érik Comas, Satoshi Motoyama e Masami Kageyama.

## Formula Nippon
Alcuni modelli della casa vennero impiegati anche in Formula Nippon, tra il 1998 e il 2001. Nelle quattro stagioni venne ottenuta una sola vittoria, con Ralph Firman, in gara 10 a Suzuka, nel 1999.